# Polonia Lidzbark Warmiński
Polonia Lidzbark Warmiński – polski klub piłkarski z siedzibą w Lidzbarku Warmińskim, założony w 1957 roku. W sezonie 2025/2026 występuje w IV lidze

## Sukcesy
- Występy w III lidze (ob. II liga) – 2001/2002
- Wojewódzki Puchar Polski (1999/2000) – OZPN Olsztyn

## Stadion
Polonia rozgrywa swoje spotkania na Stadionie Miejskim w Lidzbarku Warmińskim. Ten obiekt sportowy w 2010 r. został zmodernizowany i od tej pory jest to również stadion, przystosowany do sportów lekkoatletycznych.
- poliuretanowa bieżnia okólnej długości 400 m z jedną prostą na 100 i 110 m
- skocznia do skoku wzwyż
- rzutnia do pchnięcia kulą
- rzutnia dyskiem i młotem
- skocznia do skoku o tyczce
- rów z wodą
- rzutnia do rzutu oszczepem
- trawnik ochronny o szerokości 1 m i ogrodzenie wokół bieżni

| Dane techniczne    | Dane techniczne |
| ------------------ | --------------- |
| Wymiary boiska     | 102 × 64 m      |
| Pojemność stadionu | 1600 miejsc     |
| Oświetlenie        | Tak             |
| Zadaszenie         | 480 miejsc      |
| Podgrzewana murawa |                 |

## Sezon po sezonie
| Oznaczenie kolorami |
| ------------------- |
| III poziom ligowy   |
| IV poziom ligowy    |
| V poziom ligowy     |
| VI poziom ligowy    |
| VII poziom ligowy   |

Źródło: od sezonu 2001/2002.
| Sezon   | Liga                                        | Pozycja | Punkty | Bramki | Uwagi                                                 |
| ------- | ------------------------------------------- | ------- | ------ | ------ | ----------------------------------------------------- |
| 1998/99 | Liga okręgowa (grupa Olsztyn)               | 3       | 46     | 52:35  |                                                       |
| 1999/00 | Liga okręgowa (grupa Olsztyn)               | 2       | 60     | 68:20  | awans                                                 |
| 2000/01 | IV liga (grupa warmińsko-mazurska)          | 1       | 77     | 79:28  | awans                                                 |
| 2001/02 | III liga (grupa 1)                          | 17      | 25     | 32:64  | spadek                                                |
| 2002/03 | IV liga (grupa warmińsko-mazurska)          | 13      | 40     | 47:69  |                                                       |
| 2003/04 | IV liga (grupa warmińsko-mazurska)          | 17      | 20     | 18:86  | spadek                                                |
| 2004/05 | Liga okręgowa (grupa warmińsko-mazurska I)  | 8       | 39     | 47:48  |                                                       |
| 2005/06 | Liga okręgowa (grupa warmińsko-mazurska I)  | 8       | 51     | 52:52  |                                                       |
| 2006/07 | Liga okręgowa (grupa warmińsko-mazurska I)  | 9       | 39     | 66:85  |                                                       |
| 2007/08 | Liga okręgowa (grupa warmińsko-mazurska I)  | 15      | 22     | 39:71  | baraże o występy w lidze okręgowej                    |
| 2008/09 | Liga okręgowa (grupa warmińsko-mazurska I)  | 13      | 34     | 48:68  |                                                       |
| 2009/10 | Liga okręgowa (grupa warmińsko-mazurska I)  | 15      | 27     | 41:59  | baraże o występy w lidze okręgowej                    |
| 2010/11 | Liga okręgowa (grupa warmińsko-mazurska I)  | 13      | 30     | 39:61  |                                                       |
| 2011/12 | Liga okręgowa (grupa warmińsko-mazurska I)  | 14      | 26     | 34:74  |                                                       |
| 2012/13 | Klasa okręgowa (grupa warmińsko-mazurska I) | 10      | 40     | 46:51  |                                                       |
| 2013/14 | Klasa okręgowa (grupa warmińsko-mazurska I) | 5       | 53     | 66:42  |                                                       |
| 2014/15 | Klasa okręgowa (grupa warmińsko-mazurska I) | 11      | 35     | 44:52  |                                                       |
| 2015/16 | Klasa okręgowa (grupa warmińsko-mazurska I) | 13      | 29     | 32:66  | spadek                                                |
| 2016/17 | Klasa A (grupa warmińsko-mazurska III)      | 6       | 34     | 57:52  |                                                       |
| 2017/18 | Klasa A (grupa warmińsko-mazurska III)      | 2       | 51     | 96:29  | awans (po barażach)                                   |
| 2018/19 | Klasa okręgowa (grupa warmińsko-mazurska I) | 1       | 77     | 100:29 | awans                                                 |
| 2019/20 | IV liga (grupa warmińsko-mazurska)          | 7       | 27     | 24:28  | Rozgrywki przerwane z powodu zagrożenia epidemicznego |
| 2020/21 | IV liga (grupa warmińsko-mazurska)          | 3       | 68     | 98:45  |                                                       |
| 2021/22 | IV liga (grupa warmińsko-mazurska)          | 3       | 60     | 73:38  |                                                       |
| 2022/23 | IV liga (grupa warmińsko-mazurska)          | 2       | 63     | 92:37  |                                                       |
| 2023/24 | IV liga (grupa warmińsko-mazurska)          | 1       | 75     | 94:21  | awans                                                 |
| 2024/25 | III liga (grupa I)                          | 16      | 41     | 46:60  | spadek                                                |